# Ауита, Саид
Саид Ауита (араб. سعيد عويطة‎, род. 2 ноября 1959, Кенитра) — марокканский легкоатлет, олимпийский чемпион в беге на 5000 метров.

## Общая характеристика
Саид Ауита доминировал в легкоатлетическом беге на средних (от 800 до 3000 метров) дистанциях на протяжении 1980-х годов. В то время он был единственным, кто пробегал дистанцию в 800 метров быстрее 1.44 мин., 1500 м — быстрее 3.30 мин., 3000 м — быстрее 7.30 мин., 5000 м — быстрее 13.00 мин., и 10 000 м — быстрее 27.30 мин. Побеждал олимпийских чемпионов, таких, как Жуакин Крус, Питер Роно, Джон Нгуги, Альберто Кова, на их коронных дистанциях. Между сентябрём 1983 года и сентябрём 1990 года выиграл 115 из 119 забегов в официальных соревнованиях. Не выиграл у чемпиона мира Стива Крэма на дистанции 1500 метров, олимпийского призёра Алессандро Ламбрускини в беге на 3000 метров с препятствиями, Жуакина Круса и Пола Эренга на дистанции 800 метров, а также Йобеса Ондиеки на дистанции 5000 метров.

## Спортивная карьера
Первым соревнованием высшего уровня, в котором участвовал Ауита, был чемпионат мира 1983 года в Хельсинки. Ауита выступил на дистанции 1500 метров. В финальном забеге участниками была выбрана тактика с низкой скоростью на первых двух третях дистанции. Такая тактика не подходила Ауите и он проиграл финишный спурт, придя только третьим. После этого на Олимпийских играх 1984 года в Лос-Анджелесе он решил выступать на дистанции 5000 метров. В финальном забеге португальцем Антониу Лейтаном был задан высокий темп, подходящий для Ауиты. Он держался за Лейтаном и обошёл того на финише.
В следующем сезоне Ауита установил два мировых рекорда: на дистанции 5000 метров (13.00,40), а затем и на дистанции 1500 метров (3.29,46). Рекорд на второй дистанции был примечателен медленным стартом: первые 400 метров были пройдены за посредственное время 57,0 секунд, на отметке 800 метров показатель был 1.54, и лишь затем он серьёзно ускорился. Эти рекорды последовали после самого обидного в карьере поражения: на соревнованиях в Ницце не Ауита, а Стив Крэм стал первым человеком, пробежавшим 1500 метров быстрее 3.30 мин. На финише этого забега Ауита рванулся вдогонку, пробежав последние 100 метров за 13,2 секунд, а последние 90 — за 11,8. Он почти догнал Крэма, но тот всё же был первым, разрушив мечту Ауиты.
В 1986 году Ауита стал победителем серии Гран-при IAAF. В следующем году он побил рекорд Крэма на дистанции 2000 метров, а всего шесть дней спустя — собственный мировой рекорд на дистанции 5000 метров, став первым человеком, пробежавшим её быстрее 13 минут (12.58,39).
На чемпионате мира 1987 года в Риме, судя по всему, чтобы ввести в заблуждение соперников, Ауита был заявлен на четырёх дистанциях (800, 1500, 5000 и 10 000 метров), однако в конце концов решил выступать лишь на дистанции 5000 метров. В финальном забеге кенийский бегун Джон Нгуни задал не очень быстрый темп. Ауита всё время контролировал забег и выиграл его с результатом 13.26,44, начав финишный спурт незадолго до сигнала о последнем круге.
На Олимпийских играх 1988 года в Сеуле Ауита поставил перед собой новую задачу. Он считался специалистом по дистанции 5000 метров, на которой был безусловным фаворитом, однако решил сконцентрироваться на более коротких дистанциях. Легко пройдя квалификацию в финальный забег на дистанции 800 метров, он вынужден был, однако, в связи повреждением мышцы наложить повязку на ногу. В финальном забеге был задан очень высокий темп с целью нейтрализовать быстрый финиш Ауиты. Он бежал в соответствии с планом, однако финишным спуртом специалисты по этой дистанции его опередили и он стал лишь третьим. Это, тем не менее, сделало его единственным человеком, имеющим олимпийские медали на двух столь различных по длине дистанциях (800 и 5000 метров). Однако он усугубил травму и, хотя прошёл квалификацию в полуфинал на дистанции 1500 метров, был вынужден отказаться от дальнейшего участия в олимпийском турнире.
В следующем году Ауита выиграл чемпионат мира в помещении 1989 года в Будапеште на дистанции 3000 метров. Позже он побил мировой рекорд 1978 года Хенри Роно на той же дистанции, но уже вне помещений, пробежав её за 7.29,45. Он пропустил сезон 1990 года, и когда снова стал участвовать в соревнованиях, вернуться на прежний уровень не смог. На чемпионате мира 1991 года в Токио он стал лишь 11-м на дистанции 1500 метров. Однако спустя несколько дней на других соревнованиях он выиграл забег на той же дистанции, опередив всех мировых лидеров в этой дисциплине, за исключением отсутствовавшего Нуреддина Морсели.
В 1991 году Саид Ауита перенёс операцию на обеих ногах.
Сезон 1992 года начался для Ауиты многообещающе: он установил мировой рекорд для закрытых помещений на дистанции 3000 метров, который, однако, не был официально зарегистрирован по формальным причинам. В мае того же года Ауита выиграл забеги на милю и на 1000 метров. Тем не менее, травма не позволила ему принять участие в Олимпийских играх 1992 года в Барселоне. Последующие попытки вернуться в большой спорт в 1993 и 1995 году оказались неудачными.

Самые печальные возвращения это те, которые завершаются катастрофой.— Себастьян Коэ
К 1995 году все мировые рекорды Ауиты были побиты.

## Тренер
После завершения спортивной карьеры Ауита с переменным успехом тренировал марокканских и австралийских бегунов на средние дистанции. Саид Ауита безжалостно относился к себе, ещё будучи спортсменом. Так же он относился и к молодым бегунам, которых тренировал. Они ушли от него и продолжили заниматься самостоятельно. Для Ауиты в это время главным было своё возвращение в спорт. Он поссорился с президентом национальной федерации, десяток менеджеров отказались с ним сотрудничать. В сентябре 2008 года назначен техническим директором сборной Марокко по лёгкой атлетике. Саид Ауита является также аналитиком спортивного телеканала Аль-Джазира Спорт.